# أبو اللوم
أبو اللوم أو الجريبة منطقة عراقية في شمال غرب مدينة السلمان بقضاء السلمان في محافظة المثنى في صحراء الحجرة من البادية العراقية بجنوب العراق، بها آبار، ومحطة إسالة السلمان لمعالجة وتحلية المياه الجوفية، حُفرت هناك تسعة آبار، عمقهن 110 أمتار، يتناوبن العمل إذ تعمل كل أربعة آبار 12 ساعة ضخاً لماء الشرب خلال أنبوب طوله 8 آلاف متر واصل إلى 200 بيت في قضاء السلمان.

## التسمية
اسم المنطقة الجريبة وهي منطقة جميلة كثيرة أشجار السدر البري فكان يكثر ارتيادها شرطي عراقي اسمه كاظم أبو اللوم السماوي يجلس هناك ليرتاح ويتفكّرَ في جمال الصحراء الطبيعي، فنُسبت المنطقة إلى اسمه.